# Strusto
Strusto (biał. Струста) – jezioro na Białorusi w rejonie brasławskim w obwodzie witebskim.
Strusto wchodzi w skład brasławskiej grupy jezior. Położone jest na wysokości 129,6 m n.p.m. Jezioro ma powierzchnię 13 km², a jego wymiary to 6,4 × 4,2 km. Średnia głębokość wynosi 7,3 m, zaś maksymalna 23 m. Zlewnia jeziora zajmuje obszar 223 km² i znajduje się w dorzeczu Drujki. Strusto ma połączenie z położonym bezpośrednio na północy jeziorem Snudy.
Zbocza są porośnięte zaroślami i lasem, częściowo uprawne. Mają wysokość 5–8 m, na północy osiągają 25–30 m. Na jeziorze istnieje wiele zatok i 7 wysp (łączna powierzchnia 2,58 km²). W południowej i wschodniej części pas szuwarów i trzcin rozciąga się do 300 m. Strefa przybrzeżna do 3 m głębokości pokryta jest głównie piaskiem, głębiej mułem i sapropelem.
W jeziorze stwierdzono występowanie 22 gatunków ryb, m.in.: sielawa, stynka, jaź, lin. Strusto jest wykorzystywane w celach rekreacyjnych.